# Achrysocharoides ecuadorensis
Achrysocharoides ecuadorensis is een vliesvleugelig insect uit de familie Eulophidae. De wetenschappelijke naam is voor het eerst geldig gepubliceerd in 1993 door Hansson.